# Leptoceratopsidae
Los leptoceratópsidos (Leptoceratopsidae) son un familia de dinosaurios marginocéfalos ceratopsianos, que vivieron en el Cretácico superior (hace aproximadamente entre 86 y 65 millones de años, desde el Santoniense hasta el Maastrichtiense), en lo que hoy es Asia,en el este de Norteamérica y posiblemente en Argentina.

## Sistemática
Leptoceratopsidae de define como el clado más inclusivo que contiene al Leptoceratops andrewsi (Brown, 1914) pero no al Triceratops horridus  (Marsh, 1889).

### Filogenia
Cladograma según Butler y colaboradores de 2011:
|  | Stenopelix |
|  |            |
|  | Yinlong    |
|  |            |

|  | Archaeoceratops                                                    |
|  |                                                                    |
|  | \| \| Leptoceratopsidae \| \| \| \| \| \| Coronosauria \| \| \| \| |
|  |                                                                    |
|  | Leptoceratopsidae                                                  |
|  |                                                                    |
|  | Coronosauria                                                       |
|  |                                                                    |

|  | Leptoceratopsidae |
|  |                   |
|  | Coronosauria      |
|  |                   |

|  | Archaeoceratops                                                    |
|  |                                                                    |
|  | \| \| Leptoceratopsidae \| \| \| \| \| \| Coronosauria \| \| \| \| |
|  |                                                                    |
|  | Leptoceratopsidae                                                  |
|  |                                                                    |
|  | Coronosauria                                                       |
|  |                                                                    |

|  | Leptoceratopsidae |
|  |                   |
|  | Coronosauria      |
|  |                   |

|  | Archaeoceratops                                                    |
|  |                                                                    |
|  | \| \| Leptoceratopsidae \| \| \| \| \| \| Coronosauria \| \| \| \| |
|  |                                                                    |
|  | Leptoceratopsidae                                                  |
|  |                                                                    |
|  | Coronosauria                                                       |
|  |                                                                    |

|  | Leptoceratopsidae |
|  |                   |
|  | Coronosauria      |
|  |                   |

|  | Archaeoceratops                                                    |
|  |                                                                    |
|  | \| \| Leptoceratopsidae \| \| \| \| \| \| Coronosauria \| \| \| \| |
|  |                                                                    |
|  | Leptoceratopsidae                                                  |
|  |                                                                    |
|  | Coronosauria                                                       |
|  |                                                                    |

|  | Leptoceratopsidae |
|  |                   |
|  | Coronosauria      |
|  |                   |

|  | Stenopelix |
|  |            |
|  | Yinlong    |
|  |            |

|  | Archaeoceratops                                                    |
|  |                                                                    |
|  | \| \| Leptoceratopsidae \| \| \| \| \| \| Coronosauria \| \| \| \| |
|  |                                                                    |
|  | Leptoceratopsidae                                                  |
|  |                                                                    |
|  | Coronosauria                                                       |
|  |                                                                    |

|  | Leptoceratopsidae |
|  |                   |
|  | Coronosauria      |
|  |                   |

|  | Archaeoceratops                                                    |
|  |                                                                    |
|  | \| \| Leptoceratopsidae \| \| \| \| \| \| Coronosauria \| \| \| \| |
|  |                                                                    |
|  | Leptoceratopsidae                                                  |
|  |                                                                    |
|  | Coronosauria                                                       |
|  |                                                                    |

|  | Leptoceratopsidae |
|  |                   |
|  | Coronosauria      |
|  |                   |

|  | Archaeoceratops                                                    |
|  |                                                                    |
|  | \| \| Leptoceratopsidae \| \| \| \| \| \| Coronosauria \| \| \| \| |
|  |                                                                    |
|  | Leptoceratopsidae                                                  |
|  |                                                                    |
|  | Coronosauria                                                       |
|  |                                                                    |

|  | Leptoceratopsidae |
|  |                   |
|  | Coronosauria      |
|  |                   |

|  | Archaeoceratops                                                    |
|  |                                                                    |
|  | \| \| Leptoceratopsidae \| \| \| \| \| \| Coronosauria \| \| \| \| |
|  |                                                                    |
|  | Leptoceratopsidae                                                  |
|  |                                                                    |
|  | Coronosauria                                                       |
|  |                                                                    |

|  | Leptoceratopsidae |
|  |                   |
|  | Coronosauria      |
|  |                   |

Cladograma simplificado según análisis de Michael J. Ryan y colaboradores:
|  | Zhuchengceratops                                                  |
|  |                                                                   |
|  | \| \| Gryphoceratops \| \| \| \| \| \| Unescoceratops \| \| \| \| |
|  |                                                                   |
|  | Gryphoceratops                                                    |
|  |                                                                   |
|  | Unescoceratops                                                    |
|  |                                                                   |

|  | Gryphoceratops |
|  |                |
|  | Unescoceratops |
|  |                |

|  | Zhuchengceratops                                                  |
|  |                                                                   |
|  | \| \| Gryphoceratops \| \| \| \| \| \| Unescoceratops \| \| \| \| |
|  |                                                                   |
|  | Gryphoceratops                                                    |
|  |                                                                   |
|  | Unescoceratops                                                    |
|  |                                                                   |

|  | Gryphoceratops |
|  |                |
|  | Unescoceratops |
|  |                |

|  | Zhuchengceratops                                                  |
|  |                                                                   |
|  | \| \| Gryphoceratops \| \| \| \| \| \| Unescoceratops \| \| \| \| |
|  |                                                                   |
|  | Gryphoceratops                                                    |
|  |                                                                   |
|  | Unescoceratops                                                    |
|  |                                                                   |

|  | Gryphoceratops |
|  |                |
|  | Unescoceratops |
|  |                |

|  | Zhuchengceratops                                                  |
|  |                                                                   |
|  | \| \| Gryphoceratops \| \| \| \| \| \| Unescoceratops \| \| \| \| |
|  |                                                                   |
|  | Gryphoceratops                                                    |
|  |                                                                   |
|  | Unescoceratops                                                    |
|  |                                                                   |

|  | Gryphoceratops |
|  |                |
|  | Unescoceratops |
|  |                |

|  | Zhuchengceratops                                                  |
|  |                                                                   |
|  | \| \| Gryphoceratops \| \| \| \| \| \| Unescoceratops \| \| \| \| |
|  |                                                                   |
|  | Gryphoceratops                                                    |
|  |                                                                   |
|  | Unescoceratops                                                    |
|  |                                                                   |

|  | Gryphoceratops |
|  |                |
|  | Unescoceratops |
|  |                |

|  | Zhuchengceratops                                                  |
|  |                                                                   |
|  | \| \| Gryphoceratops \| \| \| \| \| \| Unescoceratops \| \| \| \| |
|  |                                                                   |
|  | Gryphoceratops                                                    |
|  |                                                                   |
|  | Unescoceratops                                                    |
|  |                                                                   |

|  | Gryphoceratops |
|  |                |
|  | Unescoceratops |
|  |                |

|  | Zhuchengceratops                                                  |
|  |                                                                   |
|  | \| \| Gryphoceratops \| \| \| \| \| \| Unescoceratops \| \| \| \| |
|  |                                                                   |
|  | Gryphoceratops                                                    |
|  |                                                                   |
|  | Unescoceratops                                                    |
|  |                                                                   |

|  | Gryphoceratops |
|  |                |
|  | Unescoceratops |
|  |                |

|  | Zhuchengceratops                                                  |
|  |                                                                   |
|  | \| \| Gryphoceratops \| \| \| \| \| \| Unescoceratops \| \| \| \| |
|  |                                                                   |
|  | Gryphoceratops                                                    |
|  |                                                                   |
|  | Unescoceratops                                                    |
|  |                                                                   |

|  | Gryphoceratops |
|  |                |
|  | Unescoceratops |
|  |                |

|  | Zhuchengceratops                                                  |
|  |                                                                   |
|  | \| \| Gryphoceratops \| \| \| \| \| \| Unescoceratops \| \| \| \| |
|  |                                                                   |
|  | Gryphoceratops                                                    |
|  |                                                                   |
|  | Unescoceratops                                                    |
|  |                                                                   |

|  | Gryphoceratops |
|  |                |
|  | Unescoceratops |
|  |                |

|  | Zhuchengceratops                                                  |
|  |                                                                   |
|  | \| \| Gryphoceratops \| \| \| \| \| \| Unescoceratops \| \| \| \| |
|  |                                                                   |
|  | Gryphoceratops                                                    |
|  |                                                                   |
|  | Unescoceratops                                                    |
|  |                                                                   |

|  | Gryphoceratops |
|  |                |
|  | Unescoceratops |
|  |                |

|  | Zhuchengceratops                                                  |
|  |                                                                   |
|  | \| \| Gryphoceratops \| \| \| \| \| \| Unescoceratops \| \| \| \| |
|  |                                                                   |
|  | Gryphoceratops                                                    |
|  |                                                                   |
|  | Unescoceratops                                                    |
|  |                                                                   |

|  | Gryphoceratops |
|  |                |
|  | Unescoceratops |
|  |                |

|  | Zhuchengceratops                                                  |
|  |                                                                   |
|  | \| \| Gryphoceratops \| \| \| \| \| \| Unescoceratops \| \| \| \| |
|  |                                                                   |
|  | Gryphoceratops                                                    |
|  |                                                                   |
|  | Unescoceratops                                                    |
|  |                                                                   |

|  | Gryphoceratops |
|  |                |
|  | Unescoceratops |
|  |                |

|  | Zhuchengceratops                                                  |
|  |                                                                   |
|  | \| \| Gryphoceratops \| \| \| \| \| \| Unescoceratops \| \| \| \| |
|  |                                                                   |
|  | Gryphoceratops                                                    |
|  |                                                                   |
|  | Unescoceratops                                                    |
|  |                                                                   |

|  | Gryphoceratops |
|  |                |
|  | Unescoceratops |
|  |                |

|  | Zhuchengceratops                                                  |
|  |                                                                   |
|  | \| \| Gryphoceratops \| \| \| \| \| \| Unescoceratops \| \| \| \| |
|  |                                                                   |
|  | Gryphoceratops                                                    |
|  |                                                                   |
|  | Unescoceratops                                                    |
|  |                                                                   |

|  | Gryphoceratops |
|  |                |
|  | Unescoceratops |
|  |                |

|  | Zhuchengceratops                                                  |
|  |                                                                   |
|  | \| \| Gryphoceratops \| \| \| \| \| \| Unescoceratops \| \| \| \| |
|  |                                                                   |
|  | Gryphoceratops                                                    |
|  |                                                                   |
|  | Unescoceratops                                                    |
|  |                                                                   |

|  | Gryphoceratops |
|  |                |
|  | Unescoceratops |
|  |                |

|  | Zhuchengceratops                                                  |
|  |                                                                   |
|  | \| \| Gryphoceratops \| \| \| \| \| \| Unescoceratops \| \| \| \| |
|  |                                                                   |
|  | Gryphoceratops                                                    |
|  |                                                                   |
|  | Unescoceratops                                                    |
|  |                                                                   |

|  | Gryphoceratops |
|  |                |
|  | Unescoceratops |
|  |                |

|  | Zhuchengceratops                                                  |
|  |                                                                   |
|  | \| \| Gryphoceratops \| \| \| \| \| \| Unescoceratops \| \| \| \| |
|  |                                                                   |
|  | Gryphoceratops                                                    |
|  |                                                                   |
|  | Unescoceratops                                                    |
|  |                                                                   |

|  | Gryphoceratops |
|  |                |
|  | Unescoceratops |
|  |                |

|  | Zhuchengceratops                                                  |
|  |                                                                   |
|  | \| \| Gryphoceratops \| \| \| \| \| \| Unescoceratops \| \| \| \| |
|  |                                                                   |
|  | Gryphoceratops                                                    |
|  |                                                                   |
|  | Unescoceratops                                                    |
|  |                                                                   |

|  | Gryphoceratops |
|  |                |
|  | Unescoceratops |
|  |                |

|  | Zhuchengceratops                                                  |
|  |                                                                   |
|  | \| \| Gryphoceratops \| \| \| \| \| \| Unescoceratops \| \| \| \| |
|  |                                                                   |
|  | Gryphoceratops                                                    |
|  |                                                                   |
|  | Unescoceratops                                                    |
|  |                                                                   |

|  | Gryphoceratops |
|  |                |
|  | Unescoceratops |
|  |                |

|  | Zhuchengceratops                                                  |
|  |                                                                   |
|  | \| \| Gryphoceratops \| \| \| \| \| \| Unescoceratops \| \| \| \| |
|  |                                                                   |
|  | Gryphoceratops                                                    |
|  |                                                                   |
|  | Unescoceratops                                                    |
|  |                                                                   |

|  | Gryphoceratops |
|  |                |
|  | Unescoceratops |
|  |                |

|  | Zhuchengceratops                                                  |
|  |                                                                   |
|  | \| \| Gryphoceratops \| \| \| \| \| \| Unescoceratops \| \| \| \| |
|  |                                                                   |
|  | Gryphoceratops                                                    |
|  |                                                                   |
|  | Unescoceratops                                                    |
|  |                                                                   |

|  | Gryphoceratops |
|  |                |
|  | Unescoceratops |
|  |                |

|  | Zhuchengceratops                                                  |
|  |                                                                   |
|  | \| \| Gryphoceratops \| \| \| \| \| \| Unescoceratops \| \| \| \| |
|  |                                                                   |
|  | Gryphoceratops                                                    |
|  |                                                                   |
|  | Unescoceratops                                                    |
|  |                                                                   |

|  | Gryphoceratops |
|  |                |
|  | Unescoceratops |
|  |                |

|  | Zhuchengceratops                                                  |
|  |                                                                   |
|  | \| \| Gryphoceratops \| \| \| \| \| \| Unescoceratops \| \| \| \| |
|  |                                                                   |
|  | Gryphoceratops                                                    |
|  |                                                                   |
|  | Unescoceratops                                                    |
|  |                                                                   |

|  | Gryphoceratops |
|  |                |
|  | Unescoceratops |
|  |                |

|  | Zhuchengceratops                                                  |
|  |                                                                   |
|  | \| \| Gryphoceratops \| \| \| \| \| \| Unescoceratops \| \| \| \| |
|  |                                                                   |
|  | Gryphoceratops                                                    |
|  |                                                                   |
|  | Unescoceratops                                                    |
|  |                                                                   |

|  | Gryphoceratops |
|  |                |
|  | Unescoceratops |
|  |                |

|  | Zhuchengceratops                                                  |
|  |                                                                   |
|  | \| \| Gryphoceratops \| \| \| \| \| \| Unescoceratops \| \| \| \| |
|  |                                                                   |
|  | Gryphoceratops                                                    |
|  |                                                                   |
|  | Unescoceratops                                                    |
|  |                                                                   |

|  | Gryphoceratops |
|  |                |
|  | Unescoceratops |
|  |                |

|  | Zhuchengceratops                                                  |
|  |                                                                   |
|  | \| \| Gryphoceratops \| \| \| \| \| \| Unescoceratops \| \| \| \| |
|  |                                                                   |
|  | Gryphoceratops                                                    |
|  |                                                                   |
|  | Unescoceratops                                                    |
|  |                                                                   |

|  | Gryphoceratops |
|  |                |
|  | Unescoceratops |
|  |                |

|  | Zhuchengceratops                                                  |
|  |                                                                   |
|  | \| \| Gryphoceratops \| \| \| \| \| \| Unescoceratops \| \| \| \| |
|  |                                                                   |
|  | Gryphoceratops                                                    |
|  |                                                                   |
|  | Unescoceratops                                                    |
|  |                                                                   |

|  | Gryphoceratops |
|  |                |
|  | Unescoceratops |
|  |                |

|  | Zhuchengceratops                                                  |
|  |                                                                   |
|  | \| \| Gryphoceratops \| \| \| \| \| \| Unescoceratops \| \| \| \| |
|  |                                                                   |
|  | Gryphoceratops                                                    |
|  |                                                                   |
|  | Unescoceratops                                                    |
|  |                                                                   |

|  | Gryphoceratops |
|  |                |
|  | Unescoceratops |
|  |                |

|  | Zhuchengceratops                                                  |
|  |                                                                   |
|  | \| \| Gryphoceratops \| \| \| \| \| \| Unescoceratops \| \| \| \| |
|  |                                                                   |
|  | Gryphoceratops                                                    |
|  |                                                                   |
|  | Unescoceratops                                                    |
|  |                                                                   |

|  | Gryphoceratops |
|  |                |
|  | Unescoceratops |
|  |                |

|  | Zhuchengceratops                                                  |
|  |                                                                   |
|  | \| \| Gryphoceratops \| \| \| \| \| \| Unescoceratops \| \| \| \| |
|  |                                                                   |
|  | Gryphoceratops                                                    |
|  |                                                                   |
|  | Unescoceratops                                                    |
|  |                                                                   |

|  | Gryphoceratops |
|  |                |
|  | Unescoceratops |
|  |                |

|  | Zhuchengceratops                                                  |
|  |                                                                   |
|  | \| \| Gryphoceratops \| \| \| \| \| \| Unescoceratops \| \| \| \| |
|  |                                                                   |
|  | Gryphoceratops                                                    |
|  |                                                                   |
|  | Unescoceratops                                                    |
|  |                                                                   |

|  | Gryphoceratops |
|  |                |
|  | Unescoceratops |
|  |                |

|  | Zhuchengceratops                                                  |
|  |                                                                   |
|  | \| \| Gryphoceratops \| \| \| \| \| \| Unescoceratops \| \| \| \| |
|  |                                                                   |
|  | Gryphoceratops                                                    |
|  |                                                                   |
|  | Unescoceratops                                                    |
|  |                                                                   |

|  | Gryphoceratops |
|  |                |
|  | Unescoceratops |
|  |                |

## Palaeobiogeography
Los leptoceratópsidos definitivos se han encontrado exclusivamente en el período Cretácico Superior (etapas finales del Santoniano al Maastrichtiano) en Asia y América del Norte occidental. Sin embargo, material atribuido a leptoceratópsidos del Campaniano temprano en Carolina del Norte y Suecia extiende su distribución geográfica hacia América del Norte y Europa. Un posible cúbito de un leptoceratópsido, denominado Serendipaceratops, se ha encontrado en Victoria, Australia. Sin embargo, un estudio de 2010 determinó que no se puede asignar con certeza a ninguna familia de ornitisquios y se considera un nomen dubium.
Los leptoceratópsidos abarcan un rango de tiempo desde Gryphoceratops, del Santoniano tardío, hasta Leptoceratops, que vivió justo al final del Cretácico en el Maastrichtiano tardío. Gryphoceratops es el primer registro definitivo de un leptoceratópsido del Santoniano. Fue nombrado a partir de un dentario izquierdo parcial encontrado en Alberta, Canadá. Gryphoceratops representa el leptoceratópsido más antiguo conocido y probablemente el ceratopsio adulto más pequeño registrado en América del Norte.